# Градениго
Градениго (итал. Gradenigo) — один из наиболее древних и значительных патрицианских родов Венеции, известный с IX века, и занимавший высокое положение до самого конца Венецианской республики.
Согласно венецианской исторической традиции, Градениго были одной из двадцати четырех семей, основавших в VIII веке венецианский дукат (Догадо).
По преданию, предки семьи Градениго пришли из Трансильвании. Согласно другой легенде, они происходили из Равенны, поселились в Аквилее, участвовали в основании Градо, откуда пошло родовое имя Гратико, позже превратившееся в Градениго. Согласно традиции, от одного с ними корня происходит другая знаменитая патрицианская семья — Дольфин.

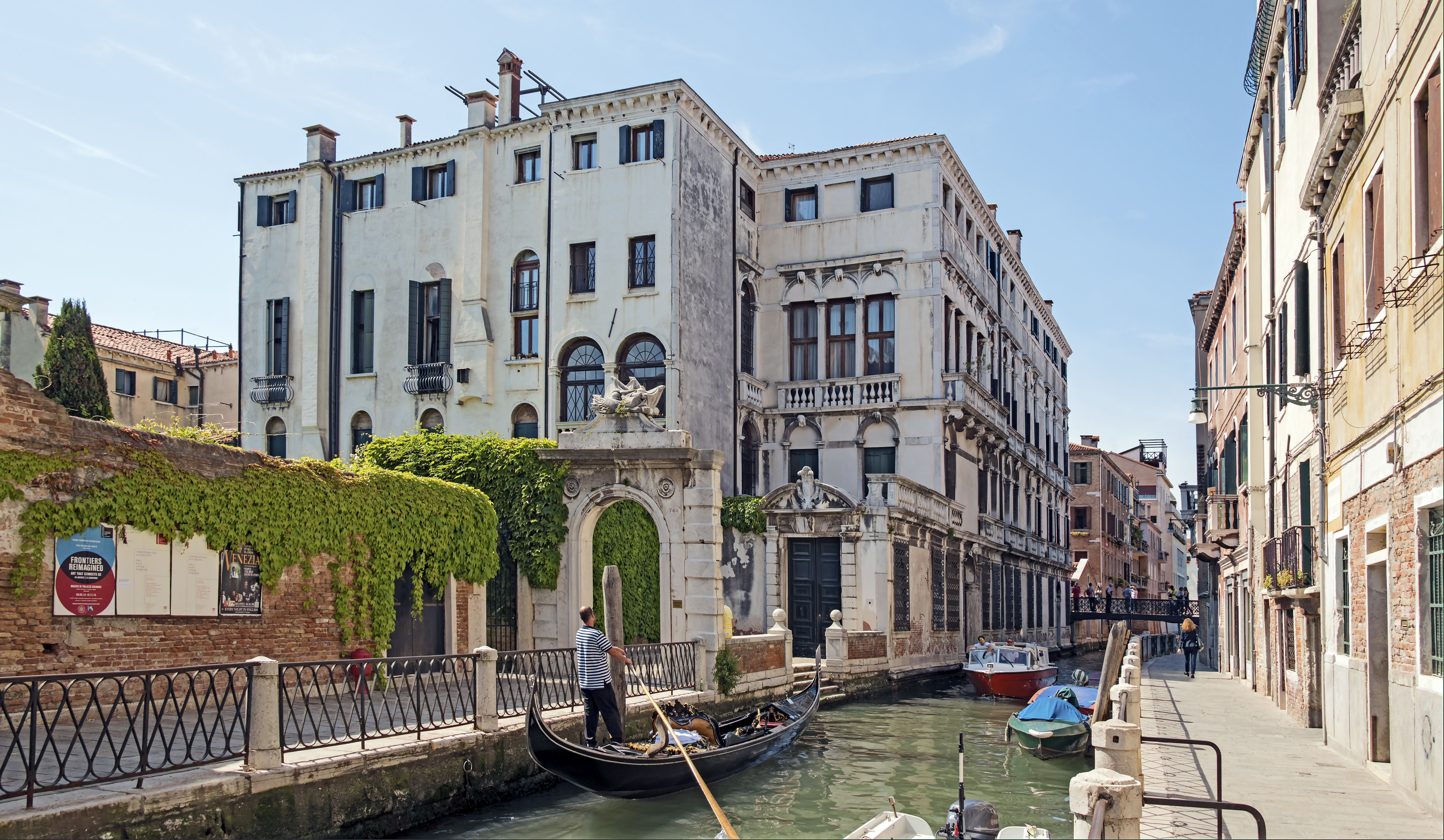
Палаццо Градениго в сестьере Санта-Кроче

Первые достоверные сведения о семье восходят к IX веку. Согласно хронике Иоанна Диакона Градениго, и другие фамилии, еще не принадлежавшие к высшей знати, начали попытки утвердиться на политической сцене во второй половине IX века, после убийства дожа Пьетро Традонико.
Род Градениго стал одним из самых могущественных семейств в Венеции. Трое из этого рода были дожами, в их числе Пьетро Градениго, законодательно оформивший олигархическую форму правления в Венеции (так называемое «закрытие Большого совета»). Несколько членов семьи были патриархами Аквилеи (после её подчинения Венеции). Семьёй Градениго было основано несколько знаменитых церквей (Святых Апостолов, Святого Киприана в Мурано, Святого Августина). Одна из ветвей рода обосновалась на Крите, где его представители носили титул герцогов Кандии, как, например, Бартоломео, подавлявший в 1234 восстание местных греков. Позже один из критских Градениго, Леонардо, по прозвищу Баярдо, настолько натурализовался, что принял греческую веру и участвовал в восстании против венецианцев.
Имели владения в Далмации, и в 1340 получили там титул графов Арбе (итальянское название острова Раб).
Известные представители:
- Градениго, Алуисия (ум. 1387) — догаресса Венеции, супруга Марино Фальера.
- Градениго, Пьетро (1251 — 1311) — 49-й венецианский дож.
- Градениго, Бартоломео (1259 или 1260 — 1342) — 53-й венецианский дож.
- Градениго, Джованни (1273—1356) — 56-й венецианский дож (1355—1356).
- Градениго, Агостино (ум. 1629), епископ Фельтре, патриарх Аквилеи с 1628
- Градениго, Марко (1589—1656), патриарх Аквилеи с 1629
- Градениго, Джироламо, патриарх Аквилеи 1656—1659
- Градениго, Марко (1663—1734), патриарх Венеции с 1725
- Градениго, Бартоломео (ум. 1765), архиепископ Удине
- Градениго, Джованни Джироламо (1708—1786), архиепископ Удине с 1766
- Градениго, Джузеппе, секретарь государственных инквизиторов, в 1779 предсказал скорое падение республики
- Градениго, Якопо — генеральный проведитор заморских владений Венецианской республики; известен его парадный портрет (1778—1781)

Возможно, что к одной из ветвей этой фамилии принадлежат известный итальянский окулист Пьетро Градениго (1831—1904) и его сын Джузеппе (1859—1926), светило отоларингологии, описавший так называемый Синдром Градениго.